# Richelieu (film fra 1914)
Richelieu er en amerikansk stumfilm fra 1914 af Allan Dwan.

## Medvirkende
- Murdock MacQuarrie som Richelieu
- William C. Dowlan som Adrien de Mauprat
- Pauline Bush som Julie de Mortemar
- James Robert Chandler som Sieur de Beringhen
- Edna Maison som Marion de Lormer